# Sweden Laundry
Sweden Laundry (en hangul, 스웨덴 세탁소; romanización revisada, Suedia Spălătorie) (también conocida en Latinoamérica como Suecia Laundry) es un drama de televisión de Corea del Sur emitido por MBC Drama desde el 21 de noviembre de 2014. Está protagonizada por Song Ha-yoon, Changjo y Kim Ian.

## Sinopsis
Es la historia de una chica llamada Kim Bom (Song Ha Yoon), que tiene la capacidad de ver las preocupaciones de la gente sobre el amor, la amistad y la cooperación. Cuando Kim Bom (Song Ha Yoon) era joven, paso por momentos difíciles debido a sus hermanos que eran muy inteligentes. Ella no podía conseguir ninguna atención por parte de su familia o de los que la rodean. Ahora, Kim Bom posee poderes sobrenaturales que le permite leer las preocupaciones de su cliente a través de su ropa. Con sus poderes, ella trata de resolver sus preocupaciones.

## Reparto

### Principal
- Song Ha Yoon Como Kim Bom.
- Changjo Como Yong Soo Chul.
- Kim Ian Como Park Ki Joon.

### Secundario
familia
- Hwang Young-hee como la madre de Kim Bom.
- Oh Sang Jin Como Kim Eun Chul.
- Hwang Seung Eon Como Kim Eun Sol.
- Bae Noo-ri Como Bae Young Mi.
- Lee Yong Yi Como granny.

Apariciones especiales
- Jung Ji Soon Como hombre ingenuo (ep 2).
- Niel Como confitero (ep 5).
- Jeon Soo Jin Como Hong Bo Hee (ep 6).

## Banda sonora
- Kim Yoon Joo (Dalmoon) - «A Kind of Confession».
- Year 7 Class 1 - «Hey You».
- Park Na Rae (SPICA) - «How Longer».
- Jo Sung Min - «Falling».